# Honshimeji
S'anomena honshimeji o carner de pi japonès (Lyophyllum shimeji) a una flota carnera, fins data recent considerada endèmica de Japó. És un fong ectomicorrízic que creix en boscos de roure (Quercus serrata) purs o mixtes amb pi roig japonès (Pinus densiflora).

## Descripció
Fructificacions en flotes denses,de nombrosos bolets carnosos, algun cop solitaris (carners).
Barret de 3-10 cm de diàmetre, hemisfèric de jove, més tard estés; de bru grisenc fosc a bur grisenc clar, finament ratllada en línies radials blanques, el disc central gris fosc; superfície llisa, no enfosqueix al frec.
Làmines denses, de blanques a crema pàl·lid, d'escotades a adnates
Cama de 3-13 cm de longitud, blanca, cilíndrica, més dilatada al peu, radicant.
Carn blanca, densa, molt agradable al tast.

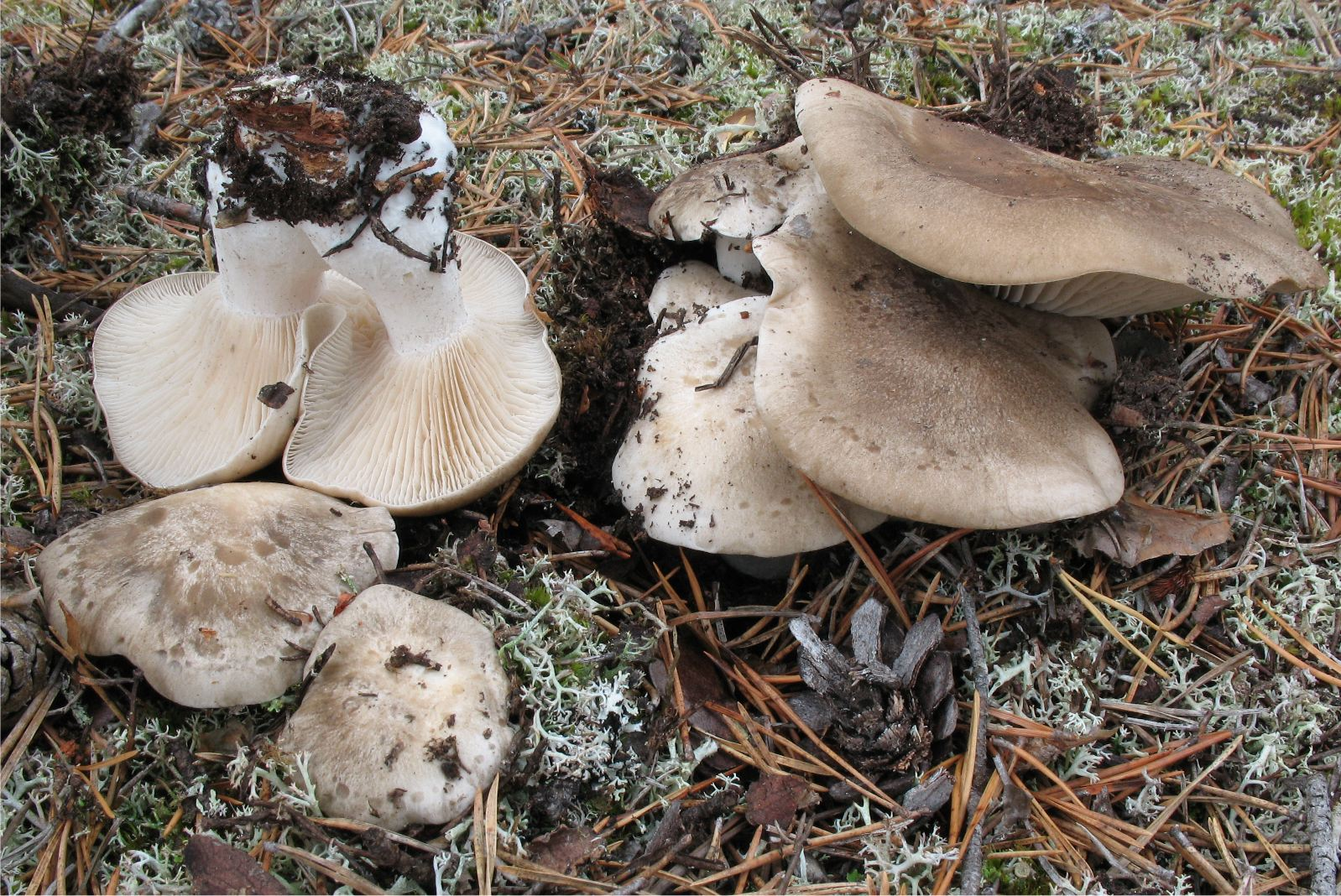
Honshimeji (Lyophyllum shimeji)

## Hàbitat
Bolet molt rar. Es troba en boscos oligotròfics amb poca matèria orgànica, també en antigues carboneres. Rarament creix als boscos de roure xinès (Quercus dentata). Fructifica al voltant dels 15 °C . Creix de principis a finals de tardor.

## Distribució
Inicialment considerada endèmica de Japó, es va localitzar a Suècia, i més tard a Corea, Xina, Noruega, Finlàndia, Dinamarca, Rússia, Ucraïna, República Txeca, Canadà i Espanya.

## Comestibilitat
Comestible excel·lent, pel que fa a gust, sabor i textura, té un dels sabors a umami més forts entre els bolets.

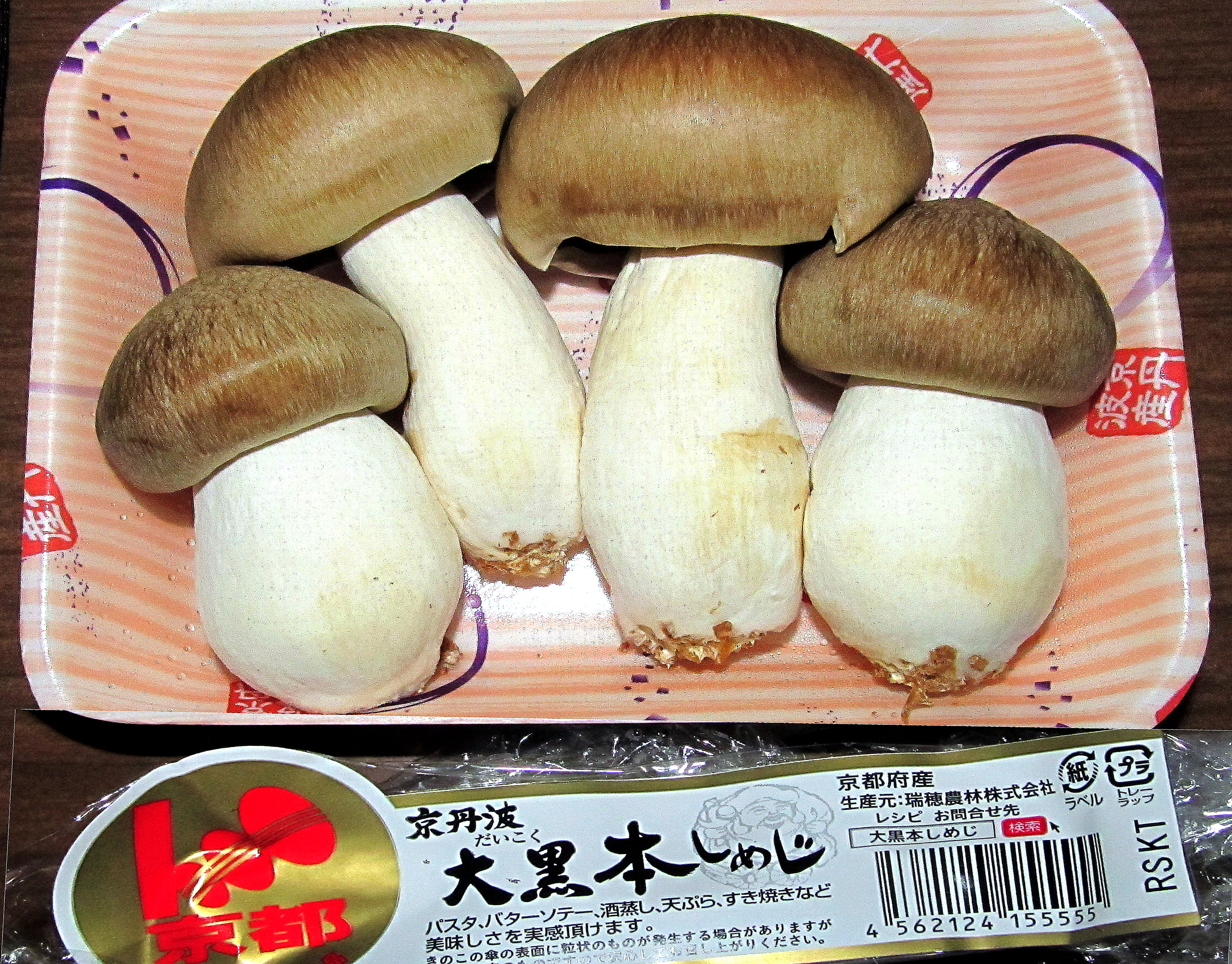
Honshimeji de cultiu (Lyophyllum shimeji)

## Cultiu
Tot i ser un fong micorrízic, s'ha pogut cultivar industrialment a partir de soques capacitades per descompondre el midó